# Парк Ридж
 Тази статия е за града в Ню Джърси, Съединените щати.  За селището в Илинойс вижте Парк Ридж (Илинойс).  
Парк Ридж (на английски: Park Ridge) е град в окръг Берген, Ню Джърси, Съединени американски щати. Намира се на 40 km северно от центъра на Ню Йорк. Населението му е 8944 души (по приблизителна оценка от 2017 г.).
В Парк Ридж умира Патрисия Никсън (1912 – 1993), съпруга на политика Ричард Никсън.